# Erkan Ültanır
Erkan Ültanır (* 13. November 1965 in Istanbul) ist ein ehemaliger türkischer Fußballspieler und heutiger -trainer.

## Karriere

### Spielerkarriere
Erkan Ültanır spielte bis 1985 in der Jugendmannschaft von Galatasaray Istanbul. Im Sommer 1985 wurde er in die erste Mannschaft berufen und spielte elf Ligaspiele. In der nachfolgenden Saison waren es zehn Ligaspiele, außerdem gewann er die türkische Meisterschaft. Danach folgten einjährige Engagements bei Karşıyaka SK und Bursaspor.
Zur Saison 1989/90 ging es für den Stürmer zu Malatyaspor. Am Ende der Saison stieg Ültanır mit Malatyaspor in die 2. Liga ab. Der Wiederaufstieg in der Saison 1990/91 gelang nicht und Ültanır wechselte im Oktober 1991 zu Kasımpaşa Istanbul. Zwei Monate später wurde er an İstanbulspor verliehen. Mit İstanbulspor wurde er einer der Drittligameister der Saison 1991/92. Im Sommer 1992 verpflichtete İstanbulspor ihn und verlieh ihn im November weiter an Küçükçekmecespor.
Die letzten zwei Spielzeiten seiner Karriere verbrachte der Stürmer bei Sivasspor und Siirtspor.

### Trainerkarriere
Erkan Ültanır war von 2004 bis 2008 als Jugendtrainer bei Galatasaray beschäftigt. Während der Saison 2008/09 wurde er Co-Trainer von İlyas Tüfekçi bei Beylerbeyi SK. Im Jahr 2015 kehrte er zu Galatasaray Istanbul in die Jugendakademie zurück und war bis zum 31. Mai 2016 dort tätig.

## Erfolge
Galatasaray Istanbul
- Türkischer Meister: 1987

İstanbulspor
- Drittligameister: 1992